# MVD
MVD (англ. Mevalonate diphosphate decarboxylase) – білок, який кодується однойменним геном, розташованим у людей на 16-й хромосомі. Довжина поліпептидного ланцюга білка становить 400 амінокислот, а молекулярна маса — 43 405.
| 10         |  | 20         |  | 30         |  | 40         |  | 50         |
| ---------- |  | ---------- |  | ---------- |  | ---------- |  | ---------- |
| MASEKPLAAV |  | TCTAPVNIAV |  | IKYWGKRDEE |  | LVLPINSSLS |  | VTLHQDQLKT |
| TTTAVISKDF |  | TEDRIWLNGR |  | EEDVGQPRLQ |  | ACLREIRCLA |  | RKRRNSRDGD |
| PLPSSLSCKV |  | HVASVNNFPT |  | AAGLASSAAG |  | YACLAYTLAR |  | VYGVESDLSE |
| VARRGSGSAC |  | RSLYGGFVEW |  | QMGEQADGKD |  | SIARQVAPES |  | HWPELRVLIL |
| VVSAEKKLTG |  | STVGMRASVE |  | TSPLLRFRAE |  | SVVPARMAEM |  | ARCIRERDFP |
| SFAQLTMKDS |  | NQFHATCLDT |  | FPPISYLNAI |  | SWRIIHLVHR |  | FNAHHGDTKV |
| AYTFDAGPNA |  | VIFTLDDTVA |  | EFVAAVWHGF |  | PPGSNGDTFL |  | KGLQVRPAPL |
| SAELQAALAM |  | EPTPGGVKYI |  | IVTQVGPGPQ |  | ILDDPCAHLL |  | GPDGLPKPAA |
|            |  |            |  |            |  |            |  |            |

A: Аланін

C: Цистеїн

D: Аспарагінова кислота

E: Глутамінова кислота

F: Фенілаланін

G: Гліцин

H: Гістидин

I: Ізолейцин

K: Лізин

L: Лейцин

M: Метіонін

N: Аспарагін

P: Пролін

Q: Глутамін

R: Аргінін

S: Серин

T: Треонін

V: Валін

W: Триптофан

Кодований геном білок за функціями належить до ліаз, фосфопротеїнів. 
Задіяний у таких біологічних процесах, як метаболізм ліпідів, метаболізм холестеролу, метаболізм стероїдів, метаболізм стеролів, біосинтез ліпідів, біосинтез холестеролу, біосинтез стероїдів, біосинтез стеролів, ацетилювання. 
Білок має сайт для зв'язування з АТФ, нуклеотидами. 